# Імелін
Імелін (пол. Imielin, нім. Immenau) — місто в південній Польщі.
Розташоване у Верхньосілезькому вугільному басейні.
Належить до Берунсько-Лендзінського повіту Сілезького воєводства.

## Демографія
Демографічна структура станом на 31 березня 2011 року:
|          | Загалом | Допрацездатний вік | Працездатний вік | Постпрацездатний вік |
| -------- | ------- | ------------------ | ---------------- | -------------------- |
| Чоловіки | 4087    | 863                | 2797             | 427                  |
| Жінки    | 4235    | 758                | 2531             | 946                  |
| Разом    | 8322    | 1621               | 5328             | 1373                 |